# Gran Premio di Miami 2025
Il Gran Premio di Miami 2025 è stata la sesta prova della stagione 2025 del campionato mondiale di Formula 1. La gara si è corsa domenica 4 maggio al Miami International Autodrome di Miami Gardens, in Florida, negli Stati Uniti d'America, ed è stata vinta dall'australiano Oscar Piastri su McLaren-Mercedes, al sesto successo in carriera; Piastri ha preceduto all'arrivo il compagno di squadra, il britannico Lando Norris, e il connazionale George Russell su Mercedes.
All'intero weekend di gara hanno assistito 275 000 spettatori, lo stesso numero record per il Gran Premio di Miami al Miami International Autodrome dell'edizione precedente del 2024.

## Vigilia

### Aspetti tecnici
Per questo Gran Premio la Pirelli, fornitore unico degli pneumatici, offre la scelta tra gomme di mescola C3, C4 e C5, la seconda tipologia di mescole più morbide dell'intera gamma di coperture messe a disposizione dall'azienda italiana. La Pirelli seleziona questa tipologia per la prima volta per questo appuntamento. Essa viene stabilita per la terza volta in stagione dopo il Gran Premio d'Australia, gara inaugurale del campionato, e il precedente Gran Premio d'Arabia Saudita. Così come avvenuto a Gedda, la terna di mescole scelta rappresenta uno step più morbido rispetto alla stagione precedente.
La Federazione conferma le tre zone del Drag Reduction System utilizzate dalla prima edizione della gara. Esse sono collocate, rispettivamente, tra le curve 10 e 11, con detection point fissato dopo la curva 8, tra le curve 16 e 17, con detection point posto dopo la curva 16, e sul rettilineo principale dei box, con detection point stabilito dopo la curva 17. Il Miami International Autodrome è il secondo circuito, dopo il Jeddah Corniche Circuit, in Arabia Saudita, in cui, fin dalla sua realizzazione, sono state stabilite tre zone per l'utilizzo del dispositivo mobile.
Dopo il precedente Gran Premio d'Arabia Saudita, tra le prime dieci vetture classificate è stata sorteggiata la Red Bull dell'olandese Max Verstappen per le verifiche tecniche. Le ispezioni hanno riguardato il sistema di aspirazione dell'aria del motore e il sistema di raffreddamento dell'olio, nonché tutti i sensori collegati. Tutti gli elementi ispezionati sono risultati essere conformi al regolamento tecnico.
Rispetto all'edizione del 2024, il circuito è oggetto di alcune modifiche. Alla curva 6 la linea bianca è stata allargata e ne è stata aggiunta una blu dietro di essa. Alle curve 3 e 6 e tra quelle 8 e 9 sono ora presenti dei tombini. Alla curva 16 sul lato destro è stato riallineato il muro. Prima della Sprint, viene aggiunto un paletto dietro l'apice della curva 8; inoltre, la Pirelli decide di aumentare di un psi la pressione minima degli pneumatici anteriori.

### Aspetti sportivi
Il Gran Premio rappresenta il sesto appuntamento della stagione a distanza di due settimane dalla quinta prova col Gran Premio d'Arabia Saudita. Dopo la disputa la quarta prova consecutiva in Asia, e la seconda di fila in Medio Oriente, il mondiale si sposta oltreoceano e fa tappa per la prima volta in stagione negli Stati Uniti d'America. Il Gran Premio di Miami è la prima di tre prove programmate a maggio, e si è sempre disputato in questo mese fin dall'edizione inaugurale del 2022. La corsa è programmata quale sesto appuntamento per la seconda stagione consecutiva. È la prima prova del mondiale su pista non permanente. Il contratto per l'inserimento della gara nel calendario mondiale, sempre al Miami International Autodrome, è stato rinnovato alla vigilia della gara fino alla stagione 2041. Per la quarta edizione consecutiva, il Gran Premio è sponsorizzato dall'applicazione di scambio di criptovalute Crypto.com.
Il Gran Premio di Miami vede la disputa della quarta edizione. Tutte le edizioni sono valide per il campionato mondiale di Formula 1, con la prima corsa disputatasi nel 2022. L'evento ha sempre avuto luogo al Miami International Autodrome. Il tracciato, disegnato attorno all’Hard Rock Stadium, è stato ricavato sfruttando aree di parcheggio, strade di servizio e anche arterie cittadine. Pur essendo localizzato in una zona priva di rilievi altimetrici, sono stati creati alcuni dislivelli: i più rilevanti sono fra la curva 13 e la 16, dove il tracciato passa sotto a dei cavalcavia su un terreno irregolare e percorre una corsia di decelerazione della Florida's Turnpike. Miami è la seconda sede in Florida dopo Sebring, che ha ospitato l'edizione inaugurale del Gran Premio degli Stati Uniti d'America nel 1959.
Il Gran Premio è l’ottantesimo appuntamento valido per il campionato mondiale ospitato negli Stati Uniti d’America da quando è stata istituita la categoria nel 1950. Il Paese supera così la Germania e la Gran Bretagna e si installa solitario al secondo posto nella classifica delle nazioni che hanno ospitato più Gran Premi: soltanto l’Italia ne ha organizzati un numero maggiore (107). Sono state finora undici le sedi di gara nel Paese: Austin (12 Gran Premi), Dallas (1), Detroit (7), Indianapolis (19), Las Vegas (4), Long Beach (8), Miami (3), Phoenix (3), Riverside (1), Sebring (1) e Watkins Glen (20). La gara in Florida è il primo appuntamento dell'anno, come accade dal 2023, in cui il mondiale fa visita sul suolo statunitense. Le altre due prove calendarizzate sono il Gran Premio degli Stati Uniti d'America, collocato nel mese di ottobre, e il Gran Premio di Las Vegas, in programma a novembre. Gli Stati Uniti d'America vedono disputare tre Gran Premi sul proprio territorio per il terzo campionato consecutivo e per la quarta volta complessiva insieme alla stagione 1982. L'unico altro Paese a ospitare tre gare sul proprio territorio in un'annata di Formula 1 fu l'Italia nel 2020.
L'appuntamento viene scelto, per la seconda stagione consecutiva, come il secondo evento, su sei in programma per questo campionato, dove il weekend di gara è caratterizzato dalla disputa della Sprint, una gara di 100 km con scelta libera a livello di mescole di gomme e senza necessità di effettuare pit stop, il cui risultato attribuisce punti validi per la classifica piloti e costruttori ai primi otto classificati, nell'ordine 8, 7, 6, 5, 4, 3, 2 e 1 punto. È la ventesima Sprint nella storia del campionato mondiale di Formula 1, dal debutto nella stagione 2021. Per questa stagione, è stato confermato il formato del weekend del Gran Premio adottato nello scorso campionato. Il programma prevede nella giornata di venerdì la disputa dell'unica sessione di prove libere del weekend, seguita dalla Qualifica Sprint, composta dalla SQ1 di 12 minuti, SQ2 di 10 e SQ3 di 8, e che determina la griglia di partenza della Sprint; nei primi due segmenti della qualifica per la gara breve è obbligatorio l'uso della mescola media, mentre nell’ultimo di quella morbida. La Sprint ha luogo nella giornata del sabato, ed è contraddistinta da una distanza di 19 giri per questo appuntamento, ed è seguita dalle qualifiche per la gara domenicale, che si tengono nel pomeriggio.
Alla vigilia del Gran Premio viene stilata una versione aggiornata del regolamento sportivo, oggetto di alcune modifiche, che entrano in vigore da questa gara. In caso di partenza della Sprint o della gara dietro la safety car, il limite di durata massima della corsa, comprensivo dei periodi in cui essa è sospesa, che è fissato rispettivamente a 90 minuti per la Sprint e a 3 ore per la gara, comincia ad essere calcolato dal momento in cui si accendono le luci verdi sul semaforo di partenza per segnalare l'inizio del giro di formazione dietro alla vettura di sicurezza. In precedenza, dal 2018, tale limite di durata veniva calcolato a partire dall'orario originale in cui era programmata la partenza della corsa. Un'altra variazione riguarda il regime di safety car in presenza di piloti doppiati. Dopo che il direttore di gara ha dato l'autorizzazione a quest'ultimi di sdoppiarsi, egli, a sua discrezione, può decidere di chiudere l'uscita della pit lane quando la safety car e il treno di vetture che la seguono stanno transitando nel tratto di pista in corrispondenza di quella zona. Questa modifica è stata adottata in seguito a quanto si è verificato nel Gran Premio d'Australia, durante il quale il pilota britannico della Haas, Oliver Bearman, era stato autorizzato a sdoppiarsi e dopo aver superato le vetture a pieni giri, invece che percorrere il giro di pista e riaccodarsi al treno di vetture dietro la safety car, egli era rientrato ai box per cambiare le gomme e con questa manovra era stato nuovamente doppiato e una volta uscito dalla pit lane si era ritrovato nel gruppo dei piloti a pieni giri; in quel caso, al pilota britannico era stato concesso, eccezionalmente, di sdoppiarsi una seconda volta prima della ripartenza della corsa. Con l'aggiornamento del regolamento, questa situazione non può più ripetersi, perché, mentre i doppiati si stanno sdoppiando, se ci sono piloti che si trovano nella corsia dei box quando la safety car sta transitando in corrispondenza dell'uscita della pit lane, essi saranno autorizzati ad uscire solamente dopo che tutte le altre vetture sono passate, andando quindi ad accodarsi al gruppo.
Dopo la quinta gara del campionato, l'australiano Oscar Piastri della McLaren conduce la classifica piloti con 99 punti, dieci davanti al compagno di scuderia, il britannico Lando Norris, secondo, e dodici di margine dall'olandese Max Verstappen della Red Bull Racing. In classifica costruttori, la McLaren comanda la graduatoria con 188 punti, seguita dalla Mercedes con 111 e della Red Bull Racing con 89. Il britannico Oliver Bearman della Haas, l'italiano Andrea Kimi Antonelli della Mercedes, il brasiliano Gabriel Bortoleto della Sauber, l'australiano Jack Doohan dell'Alpine, e il francese Isack Hadjar e il neozelandese Liam Lawson della Racing Bulls corrono per la prima volta al Miami International Autodrome. La Ferrari, la Racing Bulls e la Sauber gareggiano con una speciale livrea.
L'ex pilota di Formula 1, il britannico Derek Warwick, è nominato commissario aggiunto per la gara. Ha svolto già in passato tale funzione, l'ultima nel Gran Premio di Abu Dhabi 2024. È la casa automobilistica britannica Aston Martin a fornire la safety car e la medical car, come nel precedente Gran Premio d'Arabia Saudita.

## Prove

### Resoconto
Prima dell'inizio della sessione di prove libere, sulla vettura di Oscar Piastri, Lando Norris, George Russell, Andrea Kimi Antonelli, Lance Stroll, Fernando Alonso, Alexander Albon, Carlos Sainz Jr., Nico Hülkenberg e Gabriel Bortoleto viene installata la seconda unità relativa al motore a combustione interna, al turbocompressore, all'MGU-H, all'MGU-K e all'impianto di scarico. Sulla vettura di Esteban Ocon la seconda unità degli stessi primi quattro componenti, e la terza unità relativa all'impianto di scarico. Tutti i piloti non sono penalizzati sulla griglia di partenza in quanto i nuovi componenti installati rientrano tra quelli utilizzabili nel numero massimo stabilito dal regolamento tecnico.
Al termine della sessione, Lando Norris viene convocato dai commissari sportivi per essere stato fatto uscire dal proprio garage dai meccanici in condizioni non di sicurezza. La McLaren riceve un avvertimento. Norris, insieme a Esteban Ocon, viene nuovamente convocato per essere stato ostacolato da quest'ultimo alla curva 17. Il francese della Haas riceve un avvertimento, e la scuderia statunitense viene sanzionata di 7 500 euro da parte della Federazione.
L'Alpine è stata multata di 1 000 euro da parte della Federazione in quanto Jack Doohan ha superato la velocità massima stabilita dentro la corsia dei box.

### Risultati
Nella sessione di prove libere si è avuta questa situazione:
| Pos | Nº | Pilota          | Costruttore                | Tempo    | Gap    | Giri |
| --- | -- | --------------- | -------------------------- | -------- | ------ | ---- |
| 1   | 81 | Oscar Piastri   | McLaren-Mercedes           | 1'27"128 |        | 22   |
| 2   | 16 | Charles Leclerc | Ferrari                    | 1'27"484 | +0"356 | 22   |
| 3   | 1  | Max Verstappen  | Red Bull Racing-Honda RBPT | 1'27"558 | +0"430 | 20   |

## Qualifica Sprint

### Resoconto
Andrea Kimi Antonelli conquista la prima pole position valevole per la Sprint in carriera. Per l'italiano è la prima partenza al palo in qualsiasi formato delle qualifiche da pilota della Mercedes, e il primo di questa nazionalità da Giancarlo Fisichella nel Gran Premio del Belgio 2009. Egli è l'ottavo pilota differente in pole position nella Qualifica Sprint su venti sessioni fin qui disputate, dopo l'introduzione nella stagione 2021, e il secondo della stagione dopo Hamilton nel Gran Premio di Cina. Antonelli è il secondo pilota diverso a partire davanti a tutti nella gara breve in altrettante Qualifiche Sprint disputate nel Gran Premio di Miami e il più giovane di sempre nella storia della Formula 1 in pole position in qualsiasi formato delle qualifiche.
Per la Mercedes è la terza partenza in prima posizione nella Qualifica Sprint, al terzo posto di sempre, e il secondo costruttore del campionato dopo la Ferrari a Shanghai. Il tempo della pole position per la Sprint di Antonelli in 1'26"482 rappresenta il rilievo cronometrico più rapido al Miami International Autodrome, alla media di 225,286 km/h. Il precedente primato apparteneva a Verstappen che registrò un tempo di 1'26"814 durante le qualifiche dell'edizione 2023, alla media di 224,424 km/h.
Sono stati cancellati tre tempi dai commissari sportivi ai piloti per non aver rispettato i limiti della pista, durante la Qualifica Sprint. Si sono visti cancellare il tempo Isack Hadjar e Lewis Hamilton (curva 17), e Carlos Sainz Jr. (curva 15).
Cinque piloti non ricevono sanzioni da parte dei commissari sportivi, per non aver rispettato le istruzioni stabilite dalla direzione gara. Essi hanno superato il tempo limite di un minuto e quarantacinque secondi valevole tra la seconda linea della safety car e la prima di essa. Sainz, George Russell, Alexander Albon e Liam Lawson nel corso del quinto giro in SQ1, e Gabriel Bortoleto nel corso del settimo, sempre nella stessa fase.
Al termine della Qualifica Sprint, Max Verstappen viene convocato da parte dei commissari per non aver seguito le istruzioni stabilite dalla direzione gara riguardo ai giri percorsi tra la seconda linea della safety car e la prima di essa entro il tempo prestabilito. La Red Bull Racing riceve una reprimenda.
La riunione dei piloti, prevista un'ora e mezza dopo la disputa della Qualifica Sprint, viene cancellata.

### Risultati
Nella sessione della Qualifica Sprint si è avuta questa situazione:
| Pos                         | Nº | Pilota                | Costruttore                  | SQ1      | SQ2         | SQ3      | Griglia |
| --------------------------- | -- | --------------------- | ---------------------------- | -------- | ----------- | -------- | ------- |
| 1                           | 12 | Andrea Kimi Antonelli | Mercedes                     | 1'27"858 | 1'27"384    | 1'26"482 | 1       |
| 2                           | 81 | Oscar Piastri         | McLaren-Mercedes             | 1'27"951 | 1'27"354    | 1'26"527 | 2       |
| 3                           | 4  | Lando Norris          | McLaren-Mercedes             | 1'27"890 | 1'27"109    | 1'26"582 | 3       |
| 4                           | 1  | Max Verstappen        | Red Bull Racing-Honda RBPT   | 1'27"953 | 1'27"245    | 1'26"737 | 4       |
| 5                           | 63 | George Russell        | Mercedes                     | 1'27"688 | 1'27"666    | 1'26"791 | 5       |
| 6                           | 16 | Charles Leclerc       | Ferrari                      | 1'28"325 | 1'27"467    | 1'26"808 | 6       |
| 7                           | 44 | Lewis Hamilton        | Ferrari                      | 1'28"231 | 1'27"546    | 1'27"030 | 7       |
| 8                           | 23 | Alexander Albon       | Williams-Mercedes            | 1'27"859 | 1'27"697    | 1'27"193 | 8       |
| 9                           | 6  | Isack Hadjar          | Racing Bulls-Honda RBPT      | 1'28"394 | 1'27"773    | 1'27"543 | 9       |
| 10                          | 14 | Fernando Alonso       | Aston Martin Aramco-Mercedes | 1'28"455 | 1'27"766    | 1'27"790 | 10      |
| 11                          | 27 | Nico Hülkenberg       | Kick Sauber-Ferrari          | 1'28"542 | 1'27"850    | N.D.     | 11      |
| 12                          | 31 | Esteban Ocon          | Haas-Ferrari                 | 1'28"303 | 1'28"070    | N.D.     | 12      |
| 13                          | 10 | Pierre Gasly          | Alpine-Renault               | 1'28"345 | 1'28"167    | N.D.     | 13      |
| 14                          | 30 | Liam Lawson           | Racing Bulls-Honda RBPT      | 1'28"914 | 1'28"375    | N.D.     | 14      |
| 15                          | 55 | Carlos Sainz Jr.      | Williams-Mercedes            | 1'27"899 | senza tempo | N.D.     | 15      |
| 16                          | 18 | Lance Stroll          | Aston Martin Aramco-Mercedes | 1'29"028 | N.D.        | N.D.     | 16      |
| 17                          | 7  | Jack Doohan           | Alpine-Renault               | 1'29"171 | N.D.        | N.D.     | 17      |
| 18                          | 22 | Yūki Tsunoda          | Red Bull Racing-Honda RBPT   | 1'29"246 | N.D.        | N.D.     | PL      |
| 19                          | 5  | Gabriel Bortoleto     | Kick Sauber-Ferrari          | 1'29"312 | N.D.        | N.D.     | 18      |
| 20                          | 87 | Oliver Bearman        | Haas-Ferrari                 | 1'29"825 | N.D.        | N.D.     | 19      |
| Tempo limite 107%: 1'33"826 |    |                       |                              |          |             |          |         |

In grassetto sono indicate le migliori prestazioni in SQ1, SQ2 e SQ3.

## Sprint

### Resoconto
Prima della Sprint, la vettura di Yūki Tsunoda viene modificata sotto il regime di parco chiuso. Il giapponese della Red Bull Racing, qualificatosi in diciottesima posizione, prende il via dalla pit lane. La partenza, prevista alle 12:00 ore locali, viene posticipata alle 12:28 poiché sono stati effettuati due giri di formazione dietro la safety car, con la partenza successivamente sospesa a causa della pioggia.
Lando Norris vince la seconda Sprint in carriera dopo l'introduzione della gara breve nella stagione 2021, su venti gare veloci fin qui corse nella storia del mondiale. Il britannico eguaglia i successi nella gara veloce di Valtteri Bottas e Piastri, al secondo posto di sempre. Norris è il secondo pilota differente a vincere la Sprint su altrettante gare veloci nel Gran Premio di Miami, nonché il secondo di questa nazionalità in stagione dopo Hamilton nel Gran Premio di Cina. Egli trionfa per la seconda volta al Miami International Autodrome dopo la prima vittoria in carriera nell'edizione precedente della gara. Norris e Piastri segnano il settimo podio nella gara veloce, al secondo posto di sempre. L'australiano diventa il secondo pilota col maggior numero di giri condotti durante una Sprint. Per la McLaren è il quarto successo nella Sprint, ora al secondo posto di sempre tra i costruttori con più successi nella gara rapida, dietro solo la Red Bull Racing. La scuderia di Woking, che segna tre doppiette nelle ultime quattro Sprint disputate e quindici podi complessivi, è il secondo costruttore in stagione a trionfare nella gara breve dopo la Ferrari a Shanghai.
Sono stati cancellati quattro tempi dai commissari sportivi ai piloti per non aver rispettato i limiti della pista, durante la Sprint. Si sono visti cancellare il tempo Jack Doohan (curva 11), Carlos Sainz Jr. (curva 17), Andrea Kimi Antonelli (curva 11) e Yūki Tsunoda (curva 15).
Al termine della Sprint, Fernando Alonso e Liam Lawson vengono convocati dai commissari sportivi a causa di un incidente tra i due piloti alla curva 12. Lawson viene penalizzato di cinque secondi sul tempo della Sprint e di un punto sulla superlicenza. Il neozelandese, ottavo all'arrivo, scala in tredicesima posizione. Alexander Albon viene convocato per non aver rispettato il tempo minimo imposto dalla centralina in regime di safety car. Il pilota thailandese della Williams viene penalizzato di cinque secondi sul tempo della Sprint. Albon, quinto all'arrivo, scala in undicesima posizione. Charles Leclerc viene convocato per aver guidato con danni significativi apportati alla vettura dopo il contatto col muro alla curva 10 durante i giri di ricognizione prima di schierarsi in griglia di partenza. Il monegasco della Ferrari riceve una reprimenda legata alla guida, la prima della stagione.

### Risultati
Nella sessione della Sprint si è avuta questa situazione:
| Pos | Nº | Pilota                | Costruttore                  | Giri | Tempo/Ritiro             | Griglia | Punti |
| --- | -- | --------------------- | ---------------------------- | ---- | ------------------------ | ------- | ----- |
| 1   | 4  | Lando Norris          | McLaren-Mercedes             | 18   | 36'37"647                | 3       | 8     |
| 2   | 81 | Oscar Piastri         | McLaren-Mercedes             | 18   | +0"672                   | 2       | 7     |
| 3   | 44 | Lewis Hamilton        | Ferrari                      | 18   | +1"073                   | 7       | 6     |
| 4   | 63 | George Russell        | Mercedes                     | 18   | +3"127                   | 5       | 5     |
| 5   | 18 | Lance Stroll          | Aston Martin Aramco-Mercedes | 18   | +3"412                   | 16      | 4     |
| 6   | 22 | Yūki Tsunoda          | Red Bull Racing-Honda RBPT   | 18   | +5"153                   | PL      | 3     |
| 7   | 12 | Andrea Kimi Antonelli | Mercedes                     | 18   | +5"635                   | 1       | 2     |
| 8   | 10 | Pierre Gasly          | Alpine-Renault               | 18   | +5"973                   | 13      | 1     |
| 9   | 27 | Nico Hülkenberg       | Kick Sauber-Ferrari          | 18   | +6"153                   | 11      |       |
| 10  | 6  | Isack Hadjar          | Racing Bulls-Honda RBPT      | 18   | +7"502                   | 9       |       |
| 11  | 23 | Alexander Albon       | Williams-Mercedes            | 18   | +7"522                   | 8       |       |
| 12  | 31 | Esteban Ocon          | Haas-Ferrari                 | 18   | +8"998                   | 12      |       |
| 13  | 30 | Liam Lawson           | Racing Bulls-Honda RBPT      | 18   | +9"024                   | 14      |       |
| 14  | 87 | Oliver Bearman        | Haas-Ferrari                 | 18   | +9"218                   | 19      |       |
| 15  | 5  | Gabriel Bortoleto     | Kick Sauber-Ferrari          | 18   | +9"675                   | 18      |       |
| 16  | 7  | Jack Doohan           | Alpine-Renault               | 18   | +9"909                   | 17      |       |
| 17  | 1  | Max Verstappen        | Red Bull Racing-Honda RBPT   | 18   | +12"059                  | 4       |       |
| Rit | 14 | Fernando Alonso       | Aston Martin Aramco-Mercedes | 13   | Collisione con L. Lawson | 10      |       |
| Rit | 55 | Carlos Sainz Jr.      | Williams-Mercedes            | 12   | Foratura                 | 15      |       |
| NP  | 16 | Charles Leclerc       | Ferrari                      | 0    | Incidente                | –       |       |

## Qualifiche

### Resoconto
Prima delle qualifiche, sulla vettura di Charles Leclerc viene installata la seconda unità relativa alla centralina. Il pilota monegasco della Ferrari non è penalizzato sulla griglia di partenza in quanto il nuovo componente installato rientra tra quelli utilizzabili nel numero massimo stabilito dal regolamento tecnico.
L'inizio delle qualifiche, previsto alle 16:00 ore locali, viene posticipato di 15 minuti secondo l'approvazione dei commissari sportivi ai sensi dell'articolo 11.9.3 del codice sportivo internazionale alla luce della posticipazione della partenza della Sprint.
Max Verstappen conquista la quarantatreesima pole position in carriera, la terza del campionato e la seconda consecutiva. Per il campione del mondo è la seconda partenza al palo nel Gran Premio di Miami, nonché consecutiva. Per la Red Bull Racing è la centoseiesima partenza in prima posizione della storia, la terza del campionato e la seconda consecutiva, oltre a essere la terza complessiva in questo appuntamento, nonché consecutiva. Norris è secondo, alla diciottesima prima fila in carriera e la terza della stagione. Il britannico parte in prima fila per la prima volta dal Gran Premio del Giappone, oltre che nei primi quattro in questo appuntamento. Antonelli, con la terza posizione, ottiene il miglior risultato nelle qualifiche valide per la gara, dopo la pole position ottenuta per la Sprint. Per la prima volta si qualifica davanti al compagno Russell, con quest'ultimo che parte quinto come nella Sprint. Entrambe le Mercedes partono nei primi sei per la prima volta in questa gara.
Con la quarta posizione Piastri si qualifica oltre le prime tre posizioni per la prima volta in campionato. Sainz è qualificato sesto come nel precedente Gran Premio d'Arabia Saudita. Per la terza volta in stagione una vettura della Williams si schiera nei primi sei, e per la prima volta nel 2025, grazie al settimo posto di Albon, entrambe le vetture della scuderia britannica partono nei primi sette. Per Leclerc l'ottava piazza è la peggiore qualifica dell'anno; per la prima volta una vettura della Ferrari non si qualifica nei primi sette nel 2025. Ocon, nono, è qualificato al Q3 per la prima volta in stagione, mentre Tsunoda si qualifica nella stessa posizione dell'edizione precedente, alla guida della Racing Bulls. Hamilton manca l'accesso alla Q3 per la prima volta da pilota della Ferrari. Per Bortoleto, tredicesimo, è la migliore qualifica dell'anno, mentre Doohan è qualificato davanti al compagno Gasly per la prima volta. Il francese è battuto dal compagno di scuderia per la prima volta in questo appuntamento. Hülkenberg parte sedicesimo per la terza volta nelle ultime quattro gare. Prima di essere eliminato in Q1, Alonso era stato l'unico pilota ad aver raggiunto la Q2 senza qualificarsi per il Q3. Stroll è eliminato nel corso della prima fase per la quarta gara consecutiva. Bearman è il pilota più lento sia in SQ1 che in Q1.
Verstappen, alla settantaseiesima prima fila in carriera, è il pilota con più pole position in stagione, e diventa quello col maggior numero di partenze al palo nel Gran Premio di Miami. Il campione del mondo è ad una lunghezza dal record di pole position Sebastian Vettel con la Red Bull Racing. La scuderia austriaca eguaglia la McLaren per numero di partenze in prima posizione in campionato, e si porta a una lunghezza dalla Lotus per numero di pole position nella storia del mondiale. Il team di Milton Keynes estende il record quale costruttore con più pole position a Miami (3) su quattro edizioni disputate. Verstappen e Norris condividono la prima fila per l'undicesima volta. 0"065 è il margine più ampio dal secondo delle tre pole position stagionali di Verstappen. Il poleman ha concluso la gara in seconda posizione in tutte le edizioni disputate. Il giro della pole position in 1'26"204 dell'olandese, alla media di 226,013 km/h, rappresenta il rilievo cronometrico più rapido mai realizzato al Miami International Autodrome. Il precedente primato apparteneva ad Antonelli che registrò un tempo di 1'26"482 durante la Qualifica Sprint, alla media di 225,286 km/h, sempre valevole per la partenza al palo.
È stato cancellato un tempo dai commissari sportivi ai piloti per non aver rispettato i limiti della pista, durante le qualifiche. Se l'è visto cancellare Charles Leclerc (curva 17).
Oscar Piastri e Lando Norris non ricevono sanzioni da parte dei commissari sportivi, per non aver rispettato le istruzioni stabilite dalla direzione gara. Essi hanno superato il tempo limite di un minuto e quarantacinque secondi valevole tra la seconda linea della safety car e la prima di essa nel corso dell'ottavo giro in Q1.
Al termine delle qualifiche, Alexander Albon viene convocato dai commissari sportivi per essere entrato in fast lane senza un adeguato spazio tra la sua vettura e le altre presenti nella corsia. Il thailandese della Williams riceve una reprimenda non legata alla guida, la prima della stagione.

### Risultati
Nella sessione di qualifica si è avuta questa situazione:
| Pos                         | Nº | Pilota                | Costruttore                  | Q1       | Q2       | Q3       | Griglia |
| --------------------------- | -- | --------------------- | ---------------------------- | -------- | -------- | -------- | ------- |
| 1                           | 1  | Max Verstappen        | Red Bull Racing-Honda RBPT   | 1'26"870 | 1'26"643 | 1'26"204 | 1       |
| 2                           | 4  | Lando Norris          | McLaren-Mercedes             | 1'26"955 | 1'26"499 | 1'26"269 | 2       |
| 3                           | 12 | Andrea Kimi Antonelli | Mercedes                     | 1'27"077 | 1'26"606 | 1'26"271 | 3       |
| 4                           | 81 | Oscar Piastri         | McLaren-Mercedes             | 1'27"006 | 1'26"269 | 1'26"375 | 4       |
| 5                           | 63 | George Russell        | Mercedes                     | 1'27"014 | 1'26"575 | 1'26"385 | 5       |
| 6                           | 55 | Carlos Sainz Jr.      | Williams-Mercedes            | 1'27"098 | 1'26"847 | 1'26"569 | 6       |
| 7                           | 23 | Alexander Albon       | Williams-Mercedes            | 1'27"042 | 1'26"855 | 1'26"682 | 7       |
| 8                           | 16 | Charles Leclerc       | Ferrari                      | 1'27"417 | 1'26"948 | 1'26"754 | 8       |
| 9                           | 31 | Esteban Ocon          | Haas-Ferrari                 | 1'27"450 | 1'26"967 | 1'26"824 | 9       |
| 10                          | 22 | Yūki Tsunoda          | Red Bull Racing-Honda RBPT   | 1'27"298 | 1'26"959 | 1'26"943 | 10      |
| 11                          | 6  | Isack Hadjar          | Racing Bulls-Honda RBPT      | 1'27"301 | 1'26"987 | N.D.     | 11      |
| 12                          | 44 | Lewis Hamilton        | Ferrari                      | 1'27"279 | 1'27"006 | N.D.     | 12      |
| 13                          | 5  | Gabriel Bortoleto     | Kick Sauber-Ferrari          | 1'27"343 | 1'27"151 | N.D.     | 13      |
| 14                          | 7  | Jack Doohan           | Alpine-Renault               | 1'27"422 | 1'27"186 | N.D.     | 14      |
| 15                          | 30 | Liam Lawson           | Racing Bulls-Honda RBPT      | 1'27"444 | 1'27"363 | N.D.     | 15      |
| 16                          | 27 | Nico Hülkenberg       | Kick Sauber-Ferrari          | 1'27"473 | N.D.     | N.D.     | 16      |
| 17                          | 14 | Fernando Alonso       | Aston Martin Aramco-Mercedes | 1'27"604 | N.D.     | N.D.     | 17      |
| 18                          | 10 | Pierre Gasly          | Alpine-Renault               | 1'27"710 | N.D.     | N.D.     | PL      |
| 19                          | 18 | Lance Stroll          | Aston Martin Aramco-Mercedes | 1'27"830 | N.D.     | N.D.     | 18      |
| 20                          | 87 | Oliver Bearman        | Haas-Ferrari                 | 1'27"999 | N.D.     | N.D.     | 19      |
| Tempo limite 107%: 1'32"950 |    |                       |                              |          |          |          |         |

In grassetto sono indicate le migliori prestazioni in Q1, Q2 e Q3.

## Gara

### Resoconto
Prima della gara, sulla vettura di Fernando Alonso viene installata la seconda unità relativa al sistema di recupero dell'energia e alla centralina. Il pilota spagnolo dell'Aston Martin non è penalizzato sulla griglia di partenza in quanto i nuovi componenti installati rientrano tra quelli utilizzabili nel numero massimo stabilito dal regolamento tecnico. La vettura di Pierre Gasly viene modificata sotto il regime di parco chiuso. Il francese dell'Alpine, qualificatosi in diciottesima posizione, prende il via dalla pit lane.
Oscar Piastri vince il sesto Gran Premio in carriera. Per il pilota australiano della McLaren è il quarto successo stagionale, e il terzo consecutivo. Per la scuderia di Woking è la centonovantaquattresima vittoria della propria storia, la quinta del campionato, e la seconda nel Gran Premio di Miami, nonché consecutiva. Norris chiude secondo, al trentunesimo podio in carriera e il quinto dell'anno, oltre a essere il secondo in questo appuntamento. Russell è terzo, al quarto podio stagionale, numero che eguaglia quelli complessivi ottenuti nel 2024. Per la Mercedes è il primo podio a Miami.
Con la quarta posizione Verstappen termina fuori dal podio per la prima volta in questa gara. Il campione del mondo non conclude nei primi tre per la terza volta nelle prime sei gare del campionato. Albon, quinto, eguaglia il miglior risultato stagionale ottenuto nel Gran Premio d'Australia, il suo unico piazzamento tra i primi sei da quando guida per la Williams. Con Sainz nono, entrambe le vetture della scuderia britannica finiscono a punti per la seconda gara di fila. Antonelli è sesto per la quarta volta nelle ultime cinque gare. Alla luce della settima posizione di Leclerc, la Ferrari si classifica fuori dalle prime cinque posizioni per la prima volta nel Gran Premio di Miami. Per il monegasco è il peggior risultato dell'anno dal Gran Premio d'Australia. Hamilton è ottavo; il britannico ha ottenuto solo una piazzamento nei primi cinque nel 2025, nel Gran Premio del Bahrein. Decimo, Tsunoda conquista punti sia nella Sprint che nella gara principale. Ocon è dodicesimo; il francese si è sempre classificato in una posizione peggiore nelle quattro partecipazioni a questa gara. Bearman segna il primo ritiro in carriera, mentre per la seconda volta Doohan è ritirato nel corso del primo giro dopo il Gran Premio d'Australia.
Piastri, al quindicesimo podio in Formula 1 e il quinto consecutivo, per la miglior sequenza in carriera, estende a quattro il numero di vittorie in stagione, ed è il terzo pilota diverso a vincere questo appuntamento su quattro edizioni disputate, e il primo di nazionalità australiana. È il primo pilota di questa nazionalità a vincere negli Stati Uniti d'America da Alan Jones nel Gran Premio di Las Vegas 1981. Il leader del campionato, che conquista per la prima volta tre vittorie di fila, trionfa nel sesto Gran Premio e circuito differente. Piastri, che ottiene punti per la trentaduesima gara consecutiva, per la quarta striscia più lunga nella storia del mondiale, è il primo pilota della McLaren con tre vittorie consecutive da Mika Häkkinen dal Gran Premio d'Europa 1997 al Gran Premio del Brasile 1998, e il primo pilota della scuderia britannica con quattro vittorie nelle prime sei gare dallo stesso Häkkinen nella stagione 1998. La McLaren estende a cinque il numero dei successi in campionato, ed eguaglia i trionfi della Red Bull Racing nel Gran Premio di Miami, segnando la cinquantunesima doppietta, e la seconda del campionato. La McLaren è il primo costruttore che ottiene una doppietta sia nella Sprint che nella gara principale nello stesso weekend. È solamente la quarta doppietta nelle ultime quindici stagioni. L'ultima volta che la McLaren ottenne una doppietta e il pilota terzo classificato accumulò un ritardo di oltre trenta secondi accadde nel Gran Premio di Monaco 2007.
Il premio del pilota del giorno è assegnato al vincitore della gara per la sessantunesima volta dall'introduzione del riconoscimento nella stagione 2016, per la seconda volta in campionato, e per la quinta volta complessiva a Piastri. È stato il secondo più veloce Gran Premio di Miami dal debutto nel 2022, corso alla media di 208,188 km/h, nonché il secondo del campionato col maggior numero di ritiri. La corsa, condotta da due piloti, viene vinta per la prima volta dalla quarta posizione (25%), e dalla quarta posizione diversa su altrettante edizioni disputate, e fin'ora mai dal pilota partito in pole position oppure dalla prima fila. Solo cinque squadre segnano punti, il numero minimo possibile. Norris è autore del giro più veloce per la quarta volta in stagione. Piastri, il britannico e il connazionale Russell condividono il podio per la terza volta. L'australiano conduce il mondiale con sedici punti di margine dal compagno Norris.
Sono stati cancellati quattro tempi dai commissari sportivi ai piloti per non aver rispettato i limiti della pista, durante la gara. Si sono visti cancellare il tempo Carlos Sainz Jr. (curva 15), Lando Norris e Max Verstappen (curva 11) e Gabriel Bortoleto (curva 6).

### Risultati
I risultati del Gran Premio sono i seguenti:
| Pos | Nº | Pilota                | Costruttore                  | Giri | Tempo/Ritiro       | Griglia | Punti |
| --- | -- | --------------------- | ---------------------------- | ---- | ------------------ | ------- | ----- |
| 1   | 81 | Oscar Piastri         | McLaren-Mercedes             | 57   | 1h28'51"587        | 4       | 25    |
| 2   | 4  | Lando Norris          | McLaren-Mercedes             | 57   | +4"630             | 2       | 18    |
| 3   | 63 | George Russell        | Mercedes                     | 57   | +37"644            | 5       | 15    |
| 4   | 1  | Max Verstappen        | Red Bull Racing-Honda RBPT   | 57   | +39"956            | 1       | 12    |
| 5   | 23 | Alexander Albon       | Williams-Mercedes            | 57   | +48"067            | 7       | 10    |
| 6   | 12 | Andrea Kimi Antonelli | Mercedes                     | 57   | +55"502            | 3       | 8     |
| 7   | 16 | Charles Leclerc       | Ferrari                      | 57   | +57"036            | 8       | 6     |
| 8   | 44 | Lewis Hamilton        | Ferrari                      | 57   | +1'00"186          | 12      | 4     |
| 9   | 55 | Carlos Sainz Jr.      | Williams-Mercedes            | 57   | +1'00"577          | 6       | 2     |
| 10  | 22 | Yūki Tsunoda          | Red Bull Racing-Honda RBPT   | 57   | +1'14"434          | 10      | 1     |
| 11  | 6  | Isack Hadjar          | Racing Bulls-Honda RBPT      | 57   | +1'14"602          | 11      |       |
| 12  | 31 | Esteban Ocon          | Haas-Ferrari                 | 57   | +1'22"006          | 9       |       |
| 13  | 10 | Pierre Gasly          | Alpine-Renault               | 57   | +1'30"445          | PL      |       |
| 14  | 27 | Nico Hülkenberg       | Kick Sauber-Ferrari          | 56   | +1 giro            | 16      |       |
| 15  | 14 | Fernando Alonso       | Aston Martin Aramco-Mercedes | 56   | +1 giro            | 17      |       |
| 16  | 18 | Lance Stroll          | Aston Martin Aramco-Mercedes | 56   | +1 giro            | 18      |       |
| Rit | 30 | Liam Lawson           | Racing Bulls-Honda RBPT      | 36   | Danni da incidente | 15      |       |
| Rit | 5  | Gabriel Bortoleto     | Kick Sauber-Ferrari          | 30   | Motore             | 13      |       |
| Rit | 87 | Oliver Bearman        | Haas-Ferrari                 | 27   | Motore             | 19      |       |
| Rit | 7  | Jack Doohan           | Alpine-Renault               | 0    | Foratura           | 14      |       |

## Classifiche mondiali

### Piloti
| Pos | Pilota                | Punti |
| --- | --------------------- | ----- |
| 1   | Oscar Piastri         | 131   |
| 2   | Lando Norris          | 115   |
| 3   | Max Verstappen        | 99    |
| 4   | George Russell        | 93    |
| 5   | Charles Leclerc       | 53    |
| 6   | Andrea Kimi Antonelli | 48    |
| 7   | Lewis Hamilton        | 41    |
| 8   | Alexander Albon       | 30    |
| 9   | Esteban Ocon          | 14    |
| 10  | Lance Stroll          | 14    |
| 11  | Yūki Tsunoda          | 9     |
| 12  | Pierre Gasly          | 7     |
| 13  | Carlos Sainz Jr.      | 7     |
| 14  | Nico Hülkenberg       | 6     |
| 15  | Oliver Bearman        | 6     |
| 16  | Isack Hadjar          | 5     |

### Costruttori
| Pos | Costruttore                  | Punti |
| --- | ---------------------------- | ----- |
| 1   | McLaren-Mercedes             | 246   |
| 2   | Mercedes                     | 141   |
| 3   | Red Bull Racing-Honda RBPT   | 105   |
| 4   | Ferrari                      | 94    |
| 5   | Williams-Mercedes            | 37    |
| 6   | Haas-Ferrari                 | 20    |
| 7   | Aston Martin Aramco-Mercedes | 14    |
| 8   | Racing Bulls-Honda RBPT      | 8     |
| 9   | Alpine-Renault               | 7     |
| 10  | Kick Sauber-Ferrari          | 6     |

## Decisioni della FIA
Al termine della gara, Pierre Gasly e Carlos Sainz Jr. vengono convocati dai commissari sportivi per non aver rallentato a sufficienza durante l'esposizione delle bandiere gialle. Entrambi i piloti ricevono un avvertimento.
Yūki Tsunoda della Racing Bulls è stato penalizzato di cinque secondi sul tempo di gara per aver superato la velocità massima stabilita dentro la corsia dei box. La posizione d'arrivo del giapponese non varia. Il britannico Lewis Hamilton della Ferrari e lo spagnolo Sainz della Williams non ricevono sanzioni per via di una collisione tra i due piloti alla curva 17.
La Red Bull Racing avvia una protesta contro il britannico George Russell della Mercedes, secondo cui quest'ultimo non avrebbe rallentato a sufficienza in regime di bandiera gialla nel corso del trentaduesimo giro. Russell viene convocato dai commissari sportivi. Il reclamo della scuderia austriaca viene respinto in quanto i commissari ritengono che Russell ha ridotto la velocità, alzando il piede dall’acceleratore per circa il 25% della sua corsa, provocando una conseguente riduzione della coppia motrice del 30%. La sua velocità in quel tratto è risultata inferiore rispetto a quella registrata in altri giri di gara.